# Valle de Torío
Valle de Torío es una comarca tradicional de la provincia de León en España. Está formada por los actuales ayuntamientos de Garrafe de Torío y Villaquilambre. La comarca esta a escasos kilómetros de la capital.
En la comarca de Valle de Torío, el paisaje es el típico de un páramo con suaves cerros, situada sobre el cauce del río Torío antes de su paso por la capital. Históricamente el término se vincula a la Jurisdicción de Valle de Torío.

## Poblaciones
| Garrafe de Torío     |  | Robledo de Torío    |
| Manzaneda de Torío   |  | Villasinta de Torío |
| Matueca de Torío     |  |                     |
| Otero de Torío       |  |                     |
| Palacio de Torío     |  |                     |
| Palazuelo de Torío   |  |                     |
| San Feliz de Torío   |  |                     |
| Villaverde de Arriba |  |                     |
| Valderilla de Torío  |  |                     |

## Municipios
| Municipios       | Habitantes (2012) | Superficie (km²) | Densidad (hab/km²) |        |
| Garrafe de Torío | 1.374             | 125,27           | 10,97              |        |
| Villaquilambre   | 18.124            | 52,69            | 343,97             |        |
|                  | Total             | 19.498           | 177,96             | 109,56 |
| ---------------- | ----------------- | ---------------- | ------------------ | ------ |